# リバース・プッシュアップ
リバース・プッシュアップ (reverse push up)は、ウエイトトレーニングの種目。日本語では逆腕立て伏せ。主に上腕三頭筋を鍛え、三角筋前部も使われる。ディップスよりも負荷が軽い。

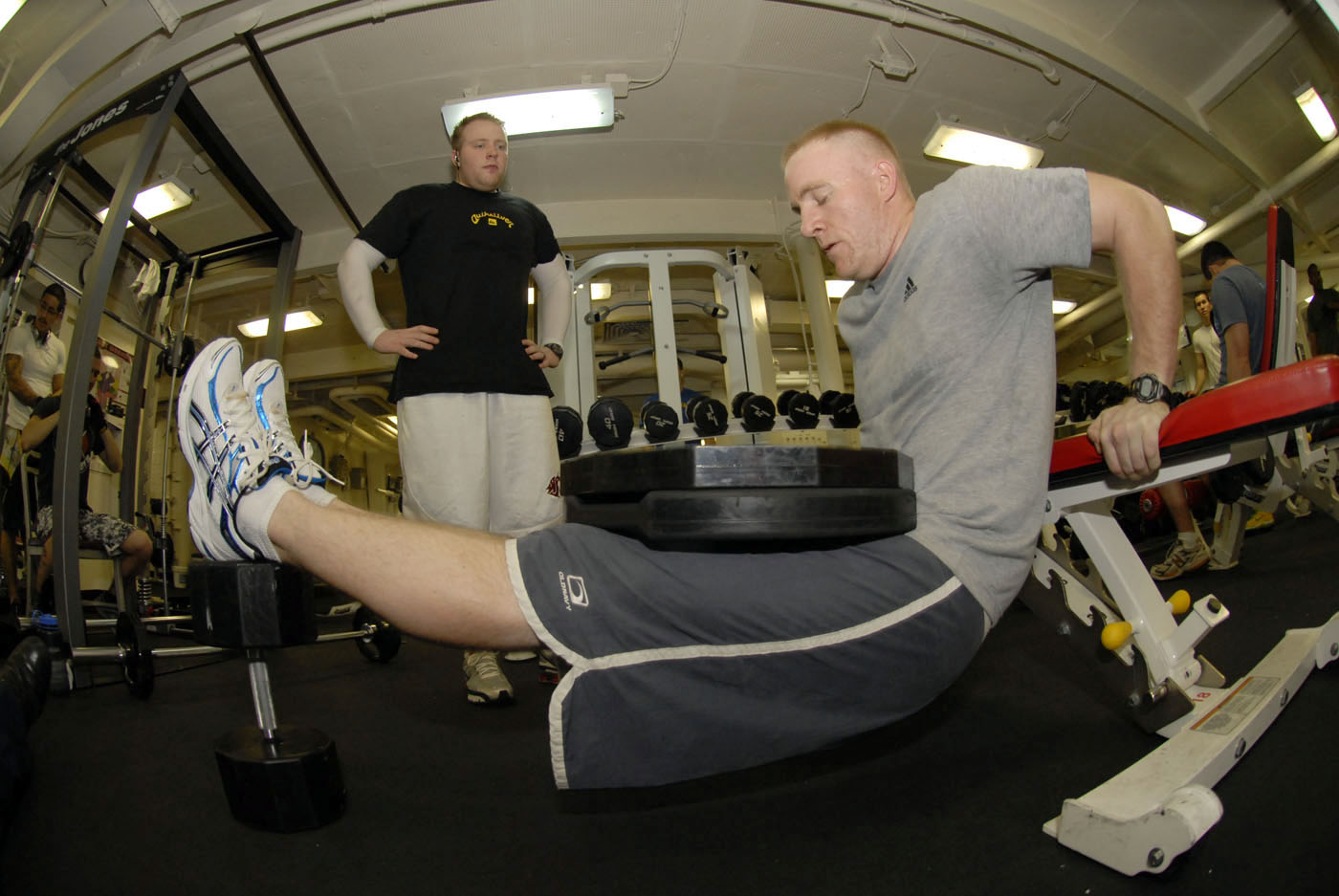
逆腕立て伏せ

## 具体的動作

### 逆腕立て伏せ
1. ベンチの前に立ち、ベンチの横の端に肩幅程度で両手を置き、腋を締め、両腕と両脚を伸ばして体を支える。
2. 息を吸いながら腕を曲げる。
3. 腕が90度くらいまで曲がったところで、息を吐きながら元の姿勢に戻る。
4. 2~3を繰り返す。

下ろしたときに尻が床につかないようにする。足をベンチなどに乗せて高くして行うと負荷が増える。